# ISO 3166-2:CI
ISO 3166-2:CI è uno standard ISO che definisce i codici geografici delle suddivisioni della Costa d'Avorio; è un sottogruppo dello standard ISO 3166-2.
I codici, assegnati ai 14 distretti (di cui due autonomi, ossia Abidjan e Yamoussoukro) del paese, sono formati da CI- (sigla ISO 3166-1 alpha-2 dello Stato), seguito da due lettere.

## Codici
| Codice | Distretto          |
| ------ | ------------------ |
| CI-AB  | Abidjan            |
| CI-BS  | Bas-Sassandra      |
| CI-CM  | Comoé              |
| CI-DN  | Denguélé           |
| CI-GD  | Gôh-Djiboua        |
| CI-LC  | Lacs               |
| CI-LG  | Lagunes            |
| CI-MG  | Montagnes          |
| CI-SM  | Sassandra-Marahoué |
| CI-SV  | Savanes            |
| CI-VB  | Vallée du Bandama  |
| CI-WR  | Woroba             |
| CI-YM  | Yamoussoukro       |
| CI-ZZ  | Zanzan             |